# Daulat

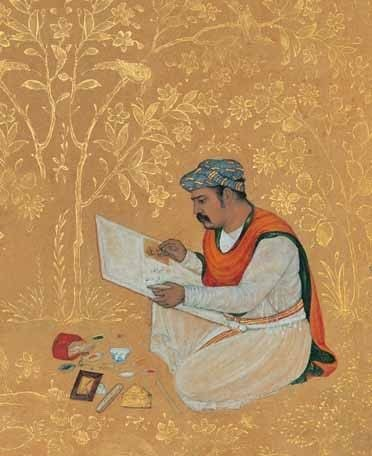
Autorretrato

Muhammad Daulat fue un pintor mogol activo en comisiones imperiales entre 1595 y 1635-1640, durante los reainados de Akbar, Jahangir y Sha Jahan. Comenzó su carrera pintando largas escenas narrativas, más tarde se espacializó en retratos y por último en ornar bordes de miniaturas.
Su hermano también era pintor, y su padre, L'al, sirvió en la corte. Allí se formó Daulat y comenzó su actividad a fines del siglo XVI.

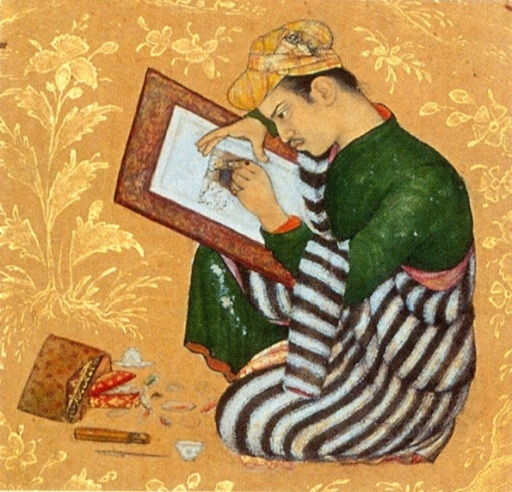
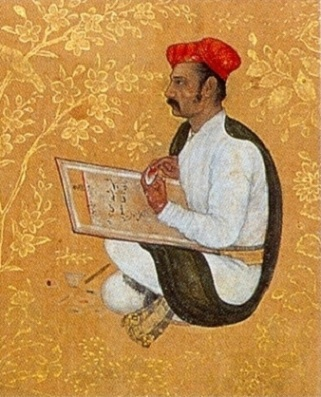
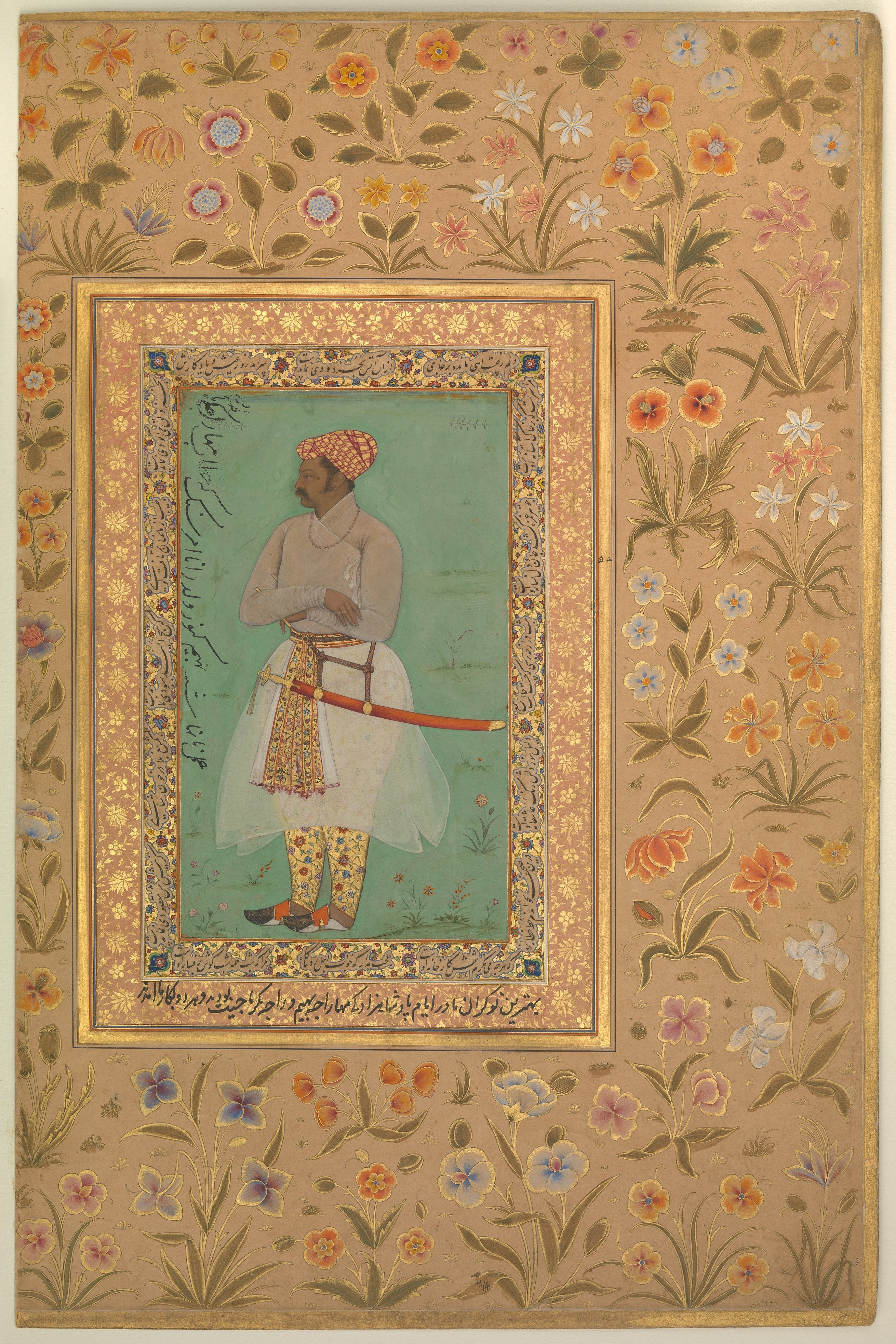

Estaba muy influenciado por Basawan